# Morville-sur-Andelle
Morville-sur-Andelle é uma comuna francesa na região administrativa da Normandia, no departamento de Sena Marítimo. Estende-se por uma área de 5,24 km². Em 2010 a comuna tinha 336 habitantes (densidade: 64,1 hab./km²).